# Shandong Heavy Industry
Shandong Heavy Industry Group Co., Ltd. est une multinationale chinoise appartenant à l'État, de fabrication de machines lourdes et de fabrication automobile basée à Jinan, Shandong.
Shandong Heavy Industry compte quatre sociétés cotées en bourse : Weichai Power (2338HK/000338SZ), Weichai Heavy-Duty Machinery (000880SZ), Yaxing Bus (600213SH) et Shantui Machinery (000680SZ).

## Histoire
Shandong Heavy Industry a été fondée en 2009 par la fusion entre Weichai Holding Group, Shandong Construction Machinery Group et Shandong Auto Industrial Group.
En août 2012, Shandong Heavy Industry a accepté d'acquérir 75% du constructeur italien de yachts Ferretti Croup pour 178 millions d'euros, auxquels s'ajoute la fourniture de 116 millions d'euros de nouvelles lignes de crédit.
En août 2012, la filiale Weichai Power de Shandong Heavy Industry a accepté d'acquérir une participation de 25% dans le fabricant allemand de chariots élévateurs KION Group pour 467 millions d'euros et une participation majoritaire de 70% dans l'activité hydraulique de Kion pour 271 millions d'euros.
En octobre 2019, Shandong Heavy Industry est devenu l'actionnaire majeur de China National Heavy Duty Truck Group, en acquérant une participation de 45%.